# 聖ゲオルギウス十字

セント・ジョージ・クロス（イングランドの国旗）

聖ゲオルギウス十字（せいゲオルギウスじゅうじ）は白地に赤い十字。聖ゲオルギオスの伝説にちなむものである。英語読みでセント・ジョージズ・クロス（Saint George's Cross）とも呼ばれ、イングランドの国旗などに用いられている。赤色はゲオルギオスの血を意味する。

## 概要
聖ゲオルギオスの伝説は、ヨーロッパ一円に広まっており、各地でそれを元にした旗・紋章が見られる。また、イギリスの影響を受けた旧植民地における紋章にも一部が組み込まれている場合がある。
イングランドの国旗は、13世紀に成立したものとされているが、その後イングランドがスコットランドやアイルランドなどと合併したことに伴い、ユニオン・フラッグの一部となった。
南コーカサスにあるジョージア（グルジア）の国旗は、聖ゲオルギウス十字とエルサレム十字の組み合わせとなっている。

ジョージアの国旗
ミラノの紋章
ジェノバの旗
フライブルク・イム・ブライスガウの紋章
ホワイト・エンサイン
ロンドンの旗
ヨークの紋章
オンタリオ州の旗
オンタリオ州の紋章
アルバータ州の旗
アルバータ州の紋章
マニトバ州の旗
マニトバ州の紋章
モントリオールの旗
アラゴン州の紋章
バルセロナの旗
ウエスカ県の旗
サルデーニャの旗